# Pantelis Karasevdas
Pantelis Karasevdas (grego: Παντελής Καρασεβδάς; Astakos, 1877 - Agrinio, 14 de março de 1946) foi um atirador grego. Ele competiu nos Jogos Olímpicos de Verão de 1896 em Atenas conquistando a medalha de ouro na prova de tiro - carabina militar. 

## Carreira

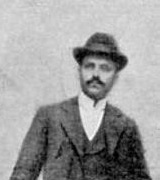
Pantelis Karasevdas (1897)

Karasevdas competiu no evento de tiro militar. Ele dominou o campo, acertando o alvo em todos os seus 40 tiros em uma pontuação total de 2350. A sua pontuação nos primeiros 10 tiros foi 480. 
Ele também competiu no carabina livre, ficando em quinto lugar com a pontuação de 1039. No evento Pistola militar 25 m, Karasevdas abandonou a competição depois de errar dois dos seus seis tiros.